# Qulix Systems
Qulix系统是一家国际软件开发公司，在英国、俄罗斯和白俄罗斯设有办事处。它是软件开发、测试和IT咨询服务的全球供应商，它目前拥有员工250多名合格的软件工程师和管理人员。
该公司在软件设计和开发、分析和质量保证拥有经验和知识，同时专注于提供商务软件解决方案，为世界各地的客户提供服务。

## 历史
Qulix Systems成立于2000年。
2004年9月，Qulix专家为一个美国大客户完成了保险业务领域中最复杂的J2EE项目。
2005年2月，Qulix发展其移动设备软件开发的市场。
2006年10月，Qulix在英国成立了其新的办事处。
2010年5月，Qulix参展ReMIX 2010。
2011年6月，Qulix推出网上银行新服务。
2014年3月，Qulix参会 MobiFinance 2014，并向乌克兰银行市场推出StandFore FS产品。

## 服务领域

### 软件开发
Qulix的主要专业领域是定制软件开发。使用旗舰应用平台，与包括Oracle，太阳，微软，IBM和其他公司的合作，积累了中高端解决方案的开发经验和知识。

### 质量保证
Qulix提供全方位的软件测试服务，包括测试自动化、计划和文档，负载和性能测试，架构和源代码分析等的发展。

### 移动设备开发
Qulix从2006年开始一直在开发不同的复杂性、广泛使用的移动平台应用，并已取得相当的专业开发资质。同时测试迁移和对智能手机和平板电脑的应用程序，以及整合与客户的企业系统的移动应用程序。

### UI/UX设计
Qulix提供有原创、独特的外观感受，实现一流的软件所需的功能系统。

## 合作伙伴
- 甲骨文（中国）软件系统有限公司
- 微软
- IBM

- Oracle
- Sitecore（页面存档备份，存于）
- Backbase
- CR2

## 客户
- 爱马仕
- 大众汽车
- WCS

- iHeartRadio（页面存档备份，存于）
- Valueworks（页面存档备份，存于）
- Tinkoff（页面存档备份，存于）
- Яндекс（页面存档备份，存于）

## 相关链接
1. http://www.qulix.com/（页面存档备份，存于）
2. http://www.qulix.ru/（页面存档备份，存于）
3. http://companies.dev.by/qulix-systems（页面存档备份，存于）
4. https://web.archive.org/web/20140811103726/http://it-job.by/vacancy/Qulix
5. https://m.facebook.com/QulixGroup（页面存档备份，存于）
6. http://belmeta.com/вакансии/Qulix-Systems（页面存档备份，存于）
7. https://archive.today/20140808025106/http://cn.linkedin.com/company/qulix-systems